# Luke Foils the Villain
Luke Foils the Villain é um curta-metragem norte-americano de 1916, do gênero comédia, estrelado por Harold Lloyd.

## Elenco

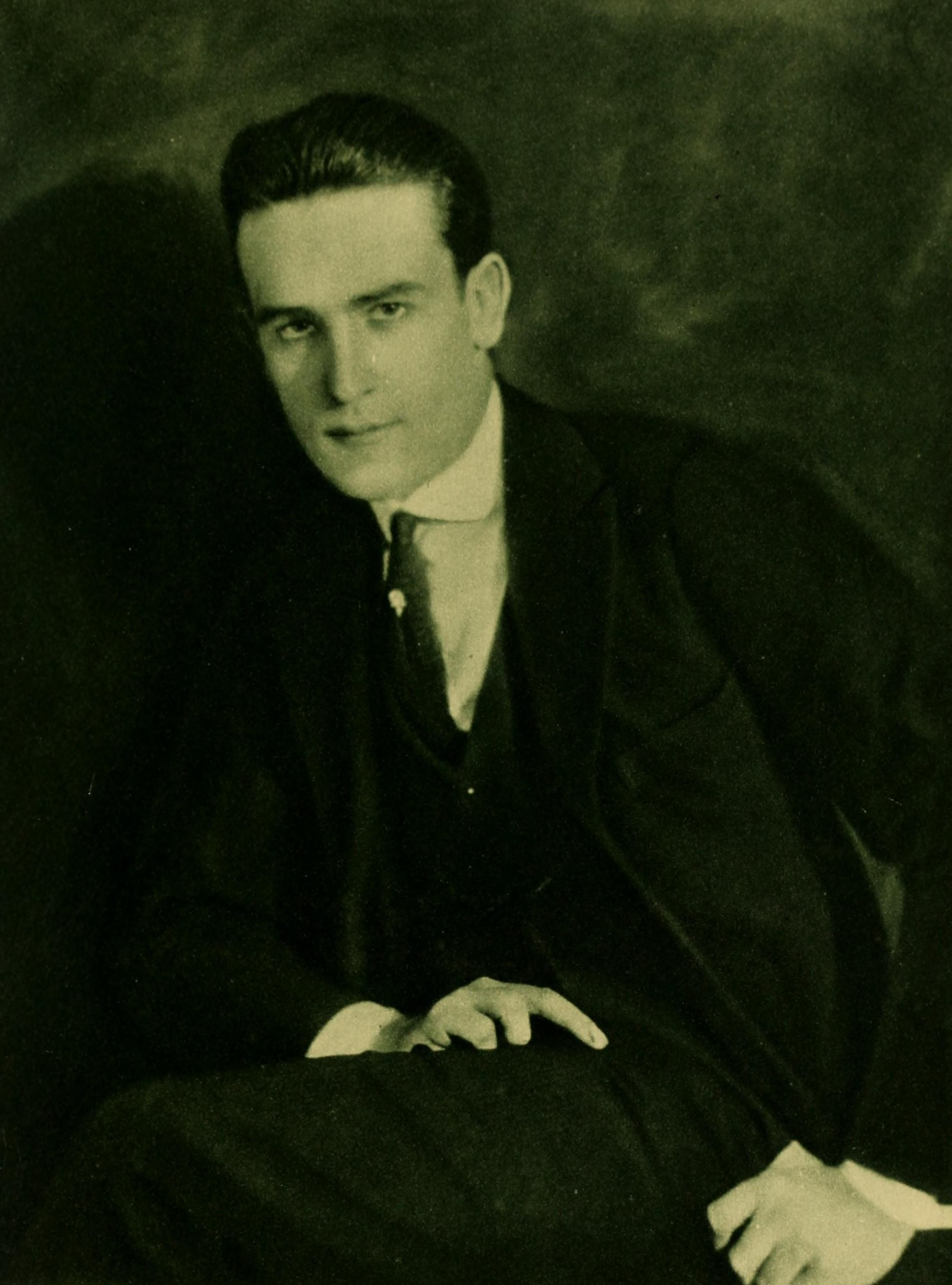
Harold Lloyd

- Harold Lloyd - Lonesome Luke
- Snub Pollard
- Gene Marsh
- Bebe Daniels - Maizie Nut